# 井上智裕
井上 智裕（いのうえ ともひろ、1987年7月17日 - ）は、日本のレスリング選手。兵庫県神戸市出身。富士工業株式会社所属。弟の井上貴尋もレスリング選手で世界選手権代表。

## 来歴
育英高校からグレコローマンで活躍し、日体大を卒業後、母校・育英高の教員の傍らロンドンオリンピックを目指したが国内選考会を兼ねた全日本選手権で敗退し、一度は引退を決意した。
その後、2012年ぎふ清流国体にて3位に入賞、監督としても中田陽が優勝するなど教え子2人が表彰台に登った。この年の全日本選手権で初優勝を果たす。
2013年、育英高校を退職し、三恵海運に入社する。
2014年、2015年の全日本選手権を連覇。
2016年3月20日、リオデジャネイロオリンピックアジア予選にて初戦となる2回戦で北朝鮮の選手を、準決勝でカザフスタンの選手をそれぞれ破り優勝を果たしリオデジャネイロオリンピック本大会出場権を獲得した。しかし迎えた2回戦でセルビアのダボル・ステファネクに第1ピリオド2分07秒テクニカルフォール負け、敗者復活戦を勝ち上がり3位決定戦に進出したが、ジョージアのシュマギ・ボルクバーゼに敗れ銅メダルを獲得することができなかった。
2017年4月　富士工業株式会社に入社
2018年12月　富士工業グループのコーポレートブランド「FUJIOH」に所属名が変更